# 종합병원 The Movie 천일동안
《종합병원 The Movie 천일동안》(영어: General Hospital, the Movie: A Thousand Days)은 2000년에 개봉한 대한민국의 드라마 영화이다.
록샌 시먼(Roxanne Seeman)과 도미닉 매신저(Dominic Messinger)가 공동 작곡한 빌리 휴스(Billie Hughes)의 "Welcome to the Edge"가 OST로 삽입되었다.

## 줄거리
인기 TV드라마 ‘종합병원’을 영화화했다. 함께 레지던트 생활을 하며 은수(신은경)는 시완(최철호)에게 친구 이상의 감정을 느끼지만 시완은 일반외과 치프인 승현(진희경)에게 매료된다. 한편 수술실에서 쓰러진 은수는 자신이 위암 말기임을 확인하게 되고, 병원을 그만둔 뒤 제주도로 내려간다. 뒤늦게 은수의 소식을 알게 된 시완은 제주도로 따라 내려가고, 두 사람은 은수의 마지막 남은 시간을 함께 한다.

## 캐스팅
- 신은경 : 강은수 역
- 진희경 : 이승현 역
- 최철호 : 박시완 역
- 김승수 : 유찬혁 역
- 윤주상 : 성태섭 역
- 박용수 : 김현일 역
- 최학락 : 오용철 역
- 김인문 : 온수 부 역
- 유순철 : 기식 역
- 박지미 : 한하늘 역
- 진봉진 : 이충호 역
- 유서진 : 정 간호사 역
- 이현종 : 윤 간호사 역
- 권기옥 : 수간호사 역
- 박길수 : 휠체어환자 역
- 김준 : 날나리 인턴 역
- 김진
- 김원욱
- 이종혁
- 조성철
- 윤재량
- 김동업
- 양창완